# Hřbitov Slávičie údolie
Hřbitov Slávičie údolie (slovensky Cintorín Slávičie údolie) je s rozlohou 18,5 ha největším hřbitovem v Bratislavě. Byl založen v roce 1912 a původně byl určen pro chudé. Nachází se v městské části Karlova Ves v ulici Staré grunty, vedle rozsáhlého komplexu vysokoškolských kolejí (Mladosť a VŠ mesto Ľ. Štúra). Není situován na stejnojmenné blízké ulici Slávičie údolie, jež náleží do městské části Staré Město). V současnosti slouží pro pohřbívání významných osobnosti společenského, kulturního a sportovního života.

## Pohřbené osobnosti
- Alexander Dubček
- Ján Langoš
- Jozef Kroner
- Terézia Hurbanová-Kronerová
- Ján Borodáč
- Mikuláš Huba
- Mária Kišonová-Hubová
- Ivan Krajíček
- Vladimír Mináč
- Margita Figuli
- Ivan Bukovčan
- Emil Boleslav Lukáč
- Andrej Plávka
- Vojtech Mihálik
- Ján Ondruš
- Ľudo Zelienka
- Ľudo Ondrejov
- Ján Čajak mladší
- Janko Alexy
- Ján Cikker
- Otto Smik
- Mirko Nešpor
- Viera Husáková
- Gejza Medrický
- Vladimír Fajnor
- Vladimír Dzurilla
- Dušan Pašek
- Koloman Gögh
- Marian Filc
- Peter Fiala
- Lucia Poppová
- Alexander Mach
- Štefan Janšák
- Jozef Lacko
- Ondrej Bartko
- Jozef Roháček
- Viola Valachová
- Milo Urban
- Fraňo Kráľ

## Doprava
Hřbitov je snadno přístupný od Mlynské doliny. Nachází se u něj velké záchytné parkoviště. U vstupní brány je situována konečná zastávka (točna) autobusových linek MHD č. 31 (směr Trnavské mýto) a 39 (směr Súhvezdná). Název zastávky je Cintorín Slávičie.

## Galerie

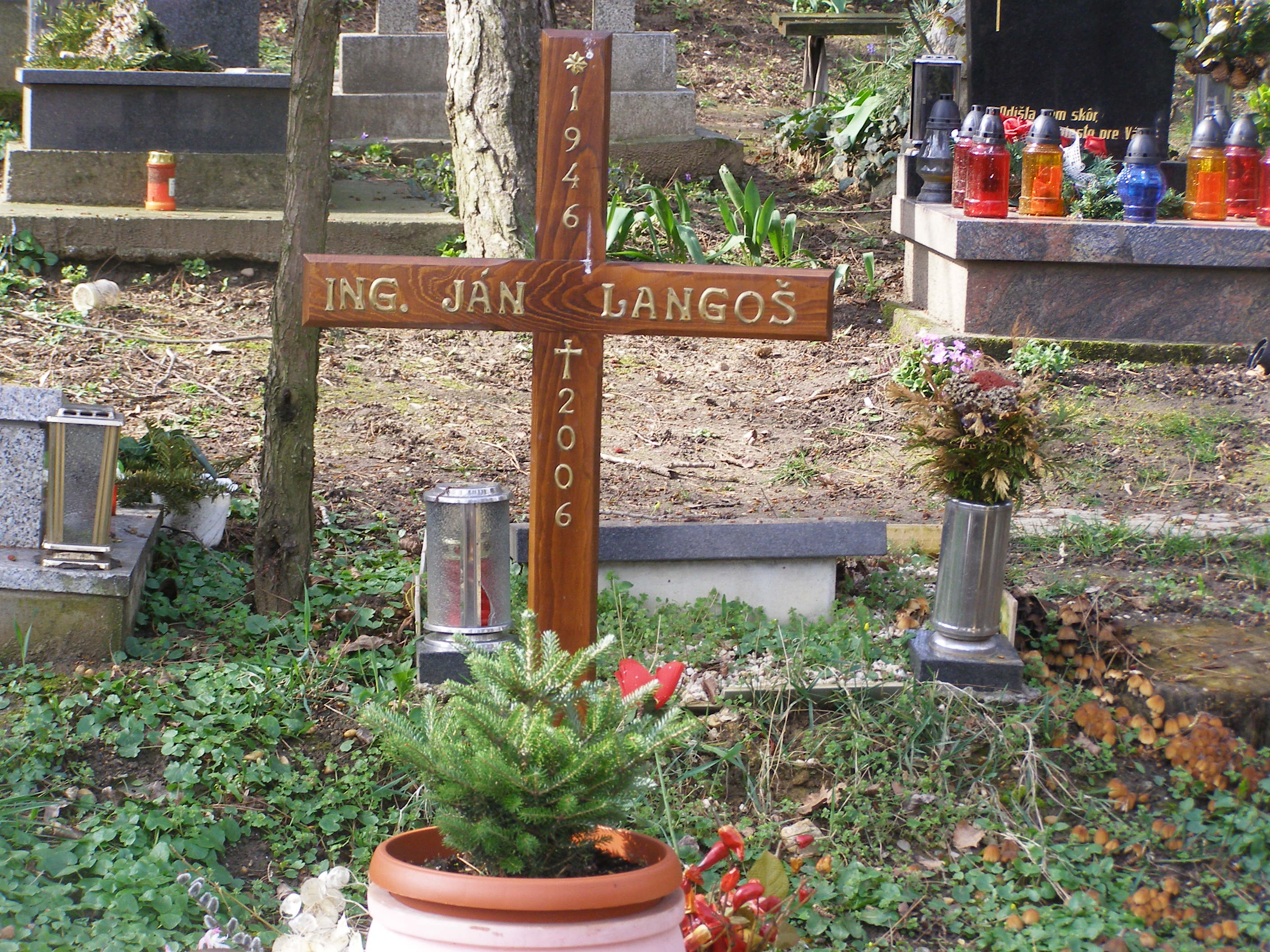
Hrob Jána Langoše
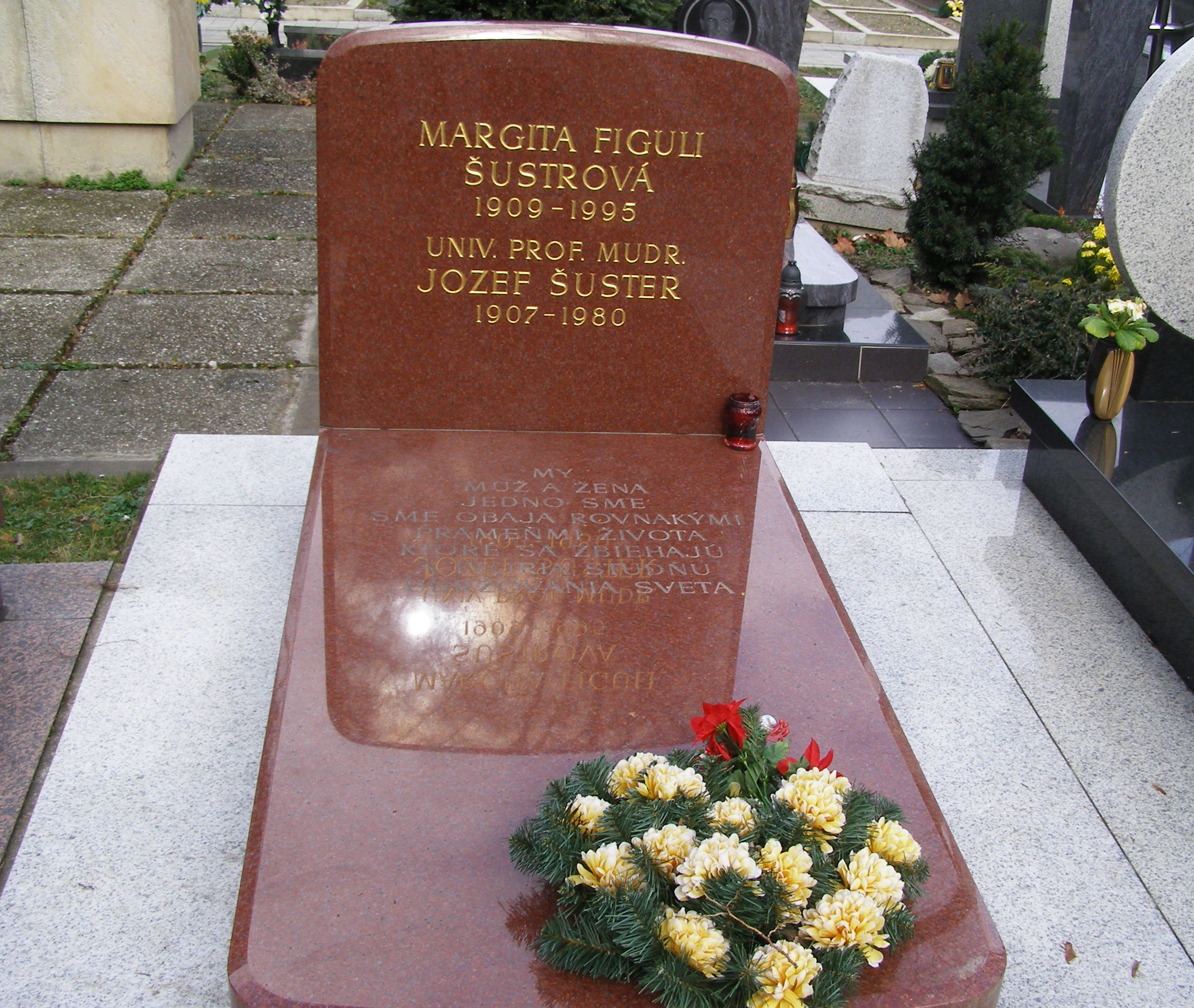
Hrob Margity Figuli
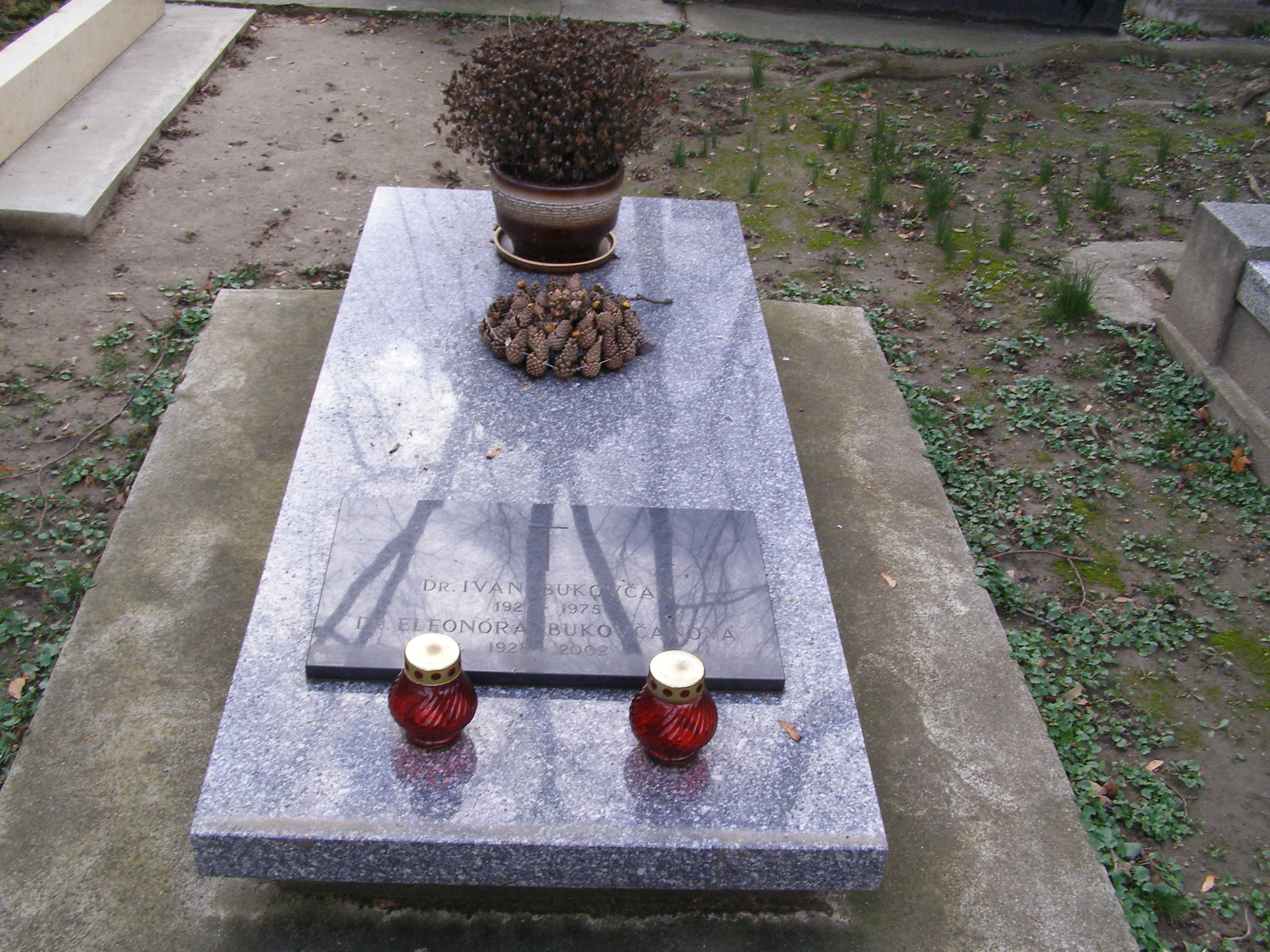
Hrob Ivana Bukovčana
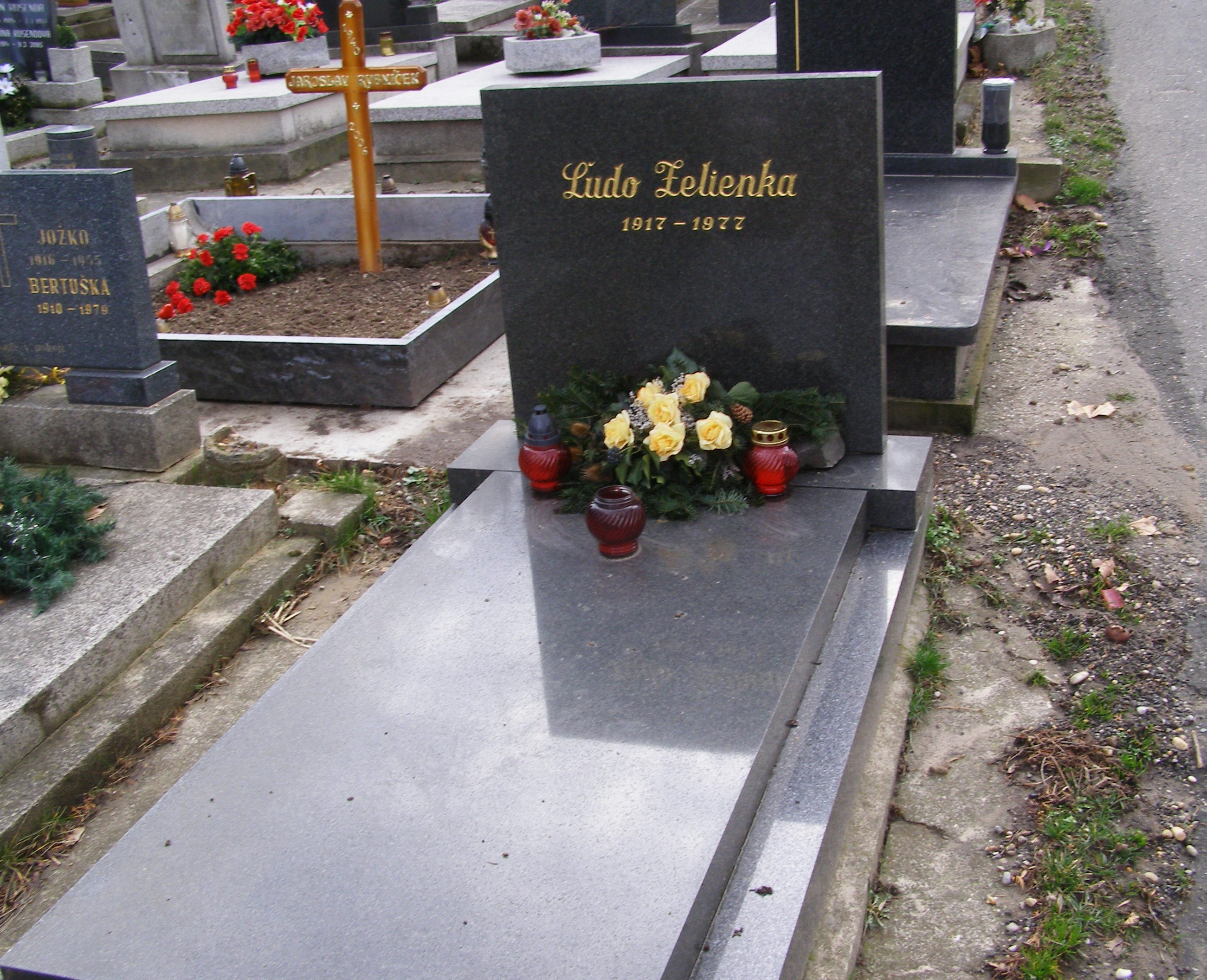
Hrob Ľuda Zelienky